# 谢夫勒维尔 (芒什省)
谢夫勒维尔（法語：Chèvreville，法語發音：[ʃɛvʁəvil]）是法国芒什省的一个旧市镇，属于阿夫朗什区。2016年，谢夫勒维尔与临近的3个市镇合并为新市镇格朗帕里尼。

## 地理
谢夫勒维尔（48°36'51"N, 1°2'50"W）面积4.45 平方千米，位于法国诺曼底大区芒什省，该省份为法国西北部沿海省份，西、北、东北三面环大西洋，东起顺时针与卡爾瓦多斯省、奧恩省、马耶讷省和伊勒-维莱讷省接壤。
与谢夫勒维尔接壤的市镇（或旧市镇、城区）包括：沙斯盖、拉巴佐日、丰特奈、马蒂尼、勒梅尼拉尔、米伊、格朗帕里尼。

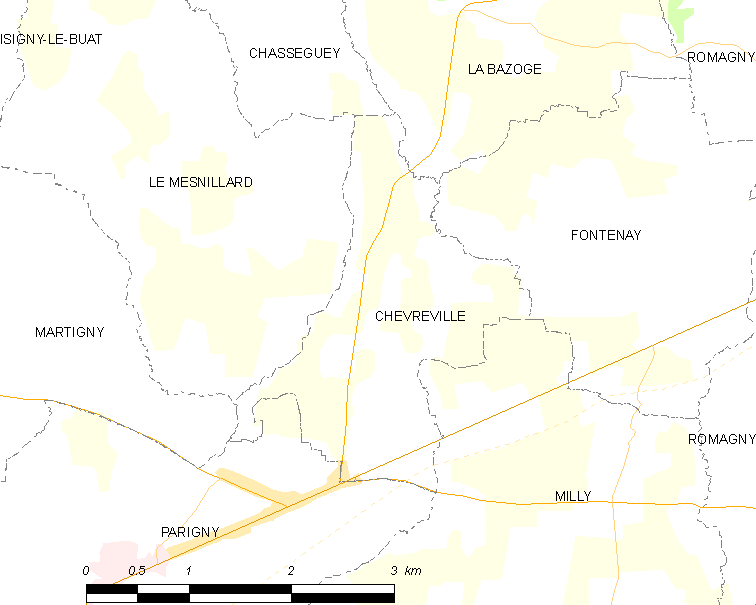
的OSM定位图

谢夫勒维尔的时区为UTC+01:00、UTC+02:00（夏令时）。

## 行政
谢夫勒维尔的邮政编码为50600，INSEE市镇编码为50133。

## 政治
谢夫勒维尔所属的省级选区为圣伊莱尔迪阿库埃县。

## 人口

1962-2008年间人口变化图示

谢夫勒维尔于2018年1月1日时的人口数量为216人。